# Historicism (arkitektur)

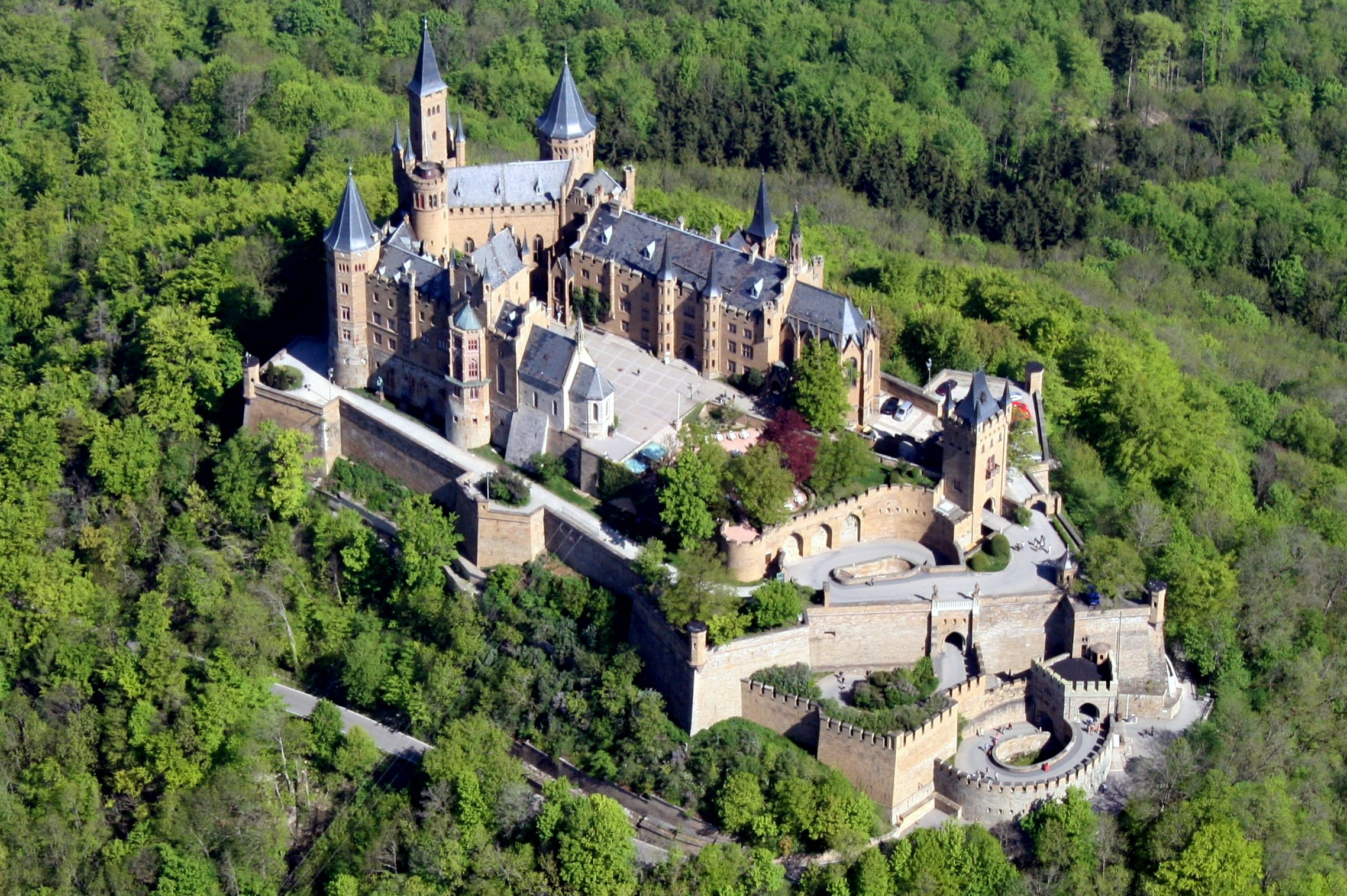
Exempel på historiserande arkitektur: Burg Hohenzollern arkitekt F.A. Stüler.

Historicism innebär inom arkitekturen en återgång till stilelement från tidigare epoker. 

## Allmänt
Den historicism som uppkom under det ekonomiska uppsvinget i Tyskland under 1800-talets senare decennier kallas även gründerstil eller gründerzeitstil.
Framför allt de senare decennierna av 1800-talet är kända för sin historicism, som uttrycks i hus uppförda i nyromanik, nygotik, nyrenässans, nybarock, nyrokoko och andra tillbakablickande stilar. I många fall skulle den valda stilen återknyta till en storhetstid – så uppfördes Hamburgs rådhus 1897 i nyrenässans som associerade till hansestadens storhetstid. Många parlament och domstolsbyggnader i USA och Europa uppfördes i nyantik, som skulle associera till demokratins vagga i antikens Grekland.

## Exempel

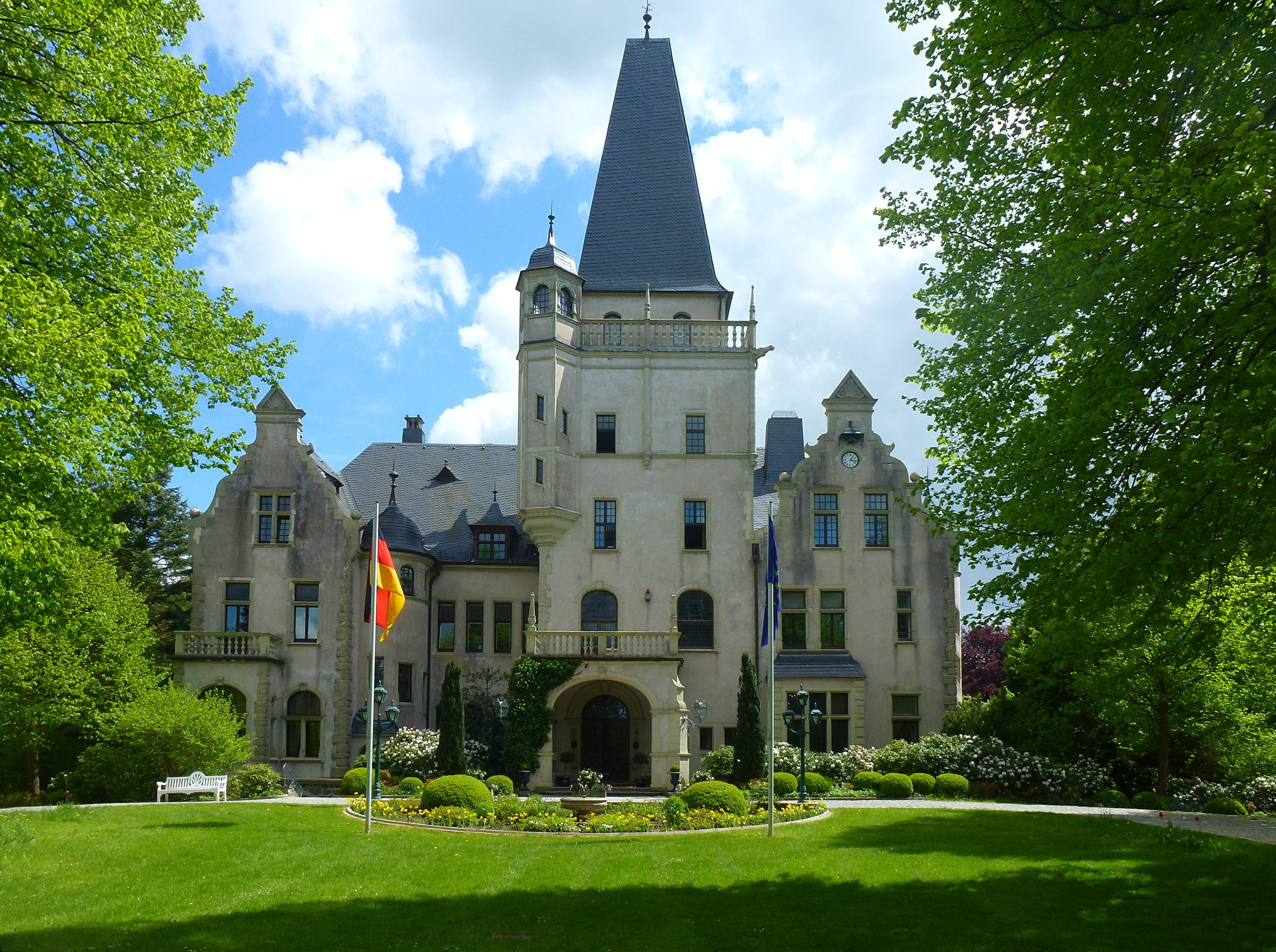
Tremsbüttels slott (Tyskland) Arkitekt: Hans Grisebach
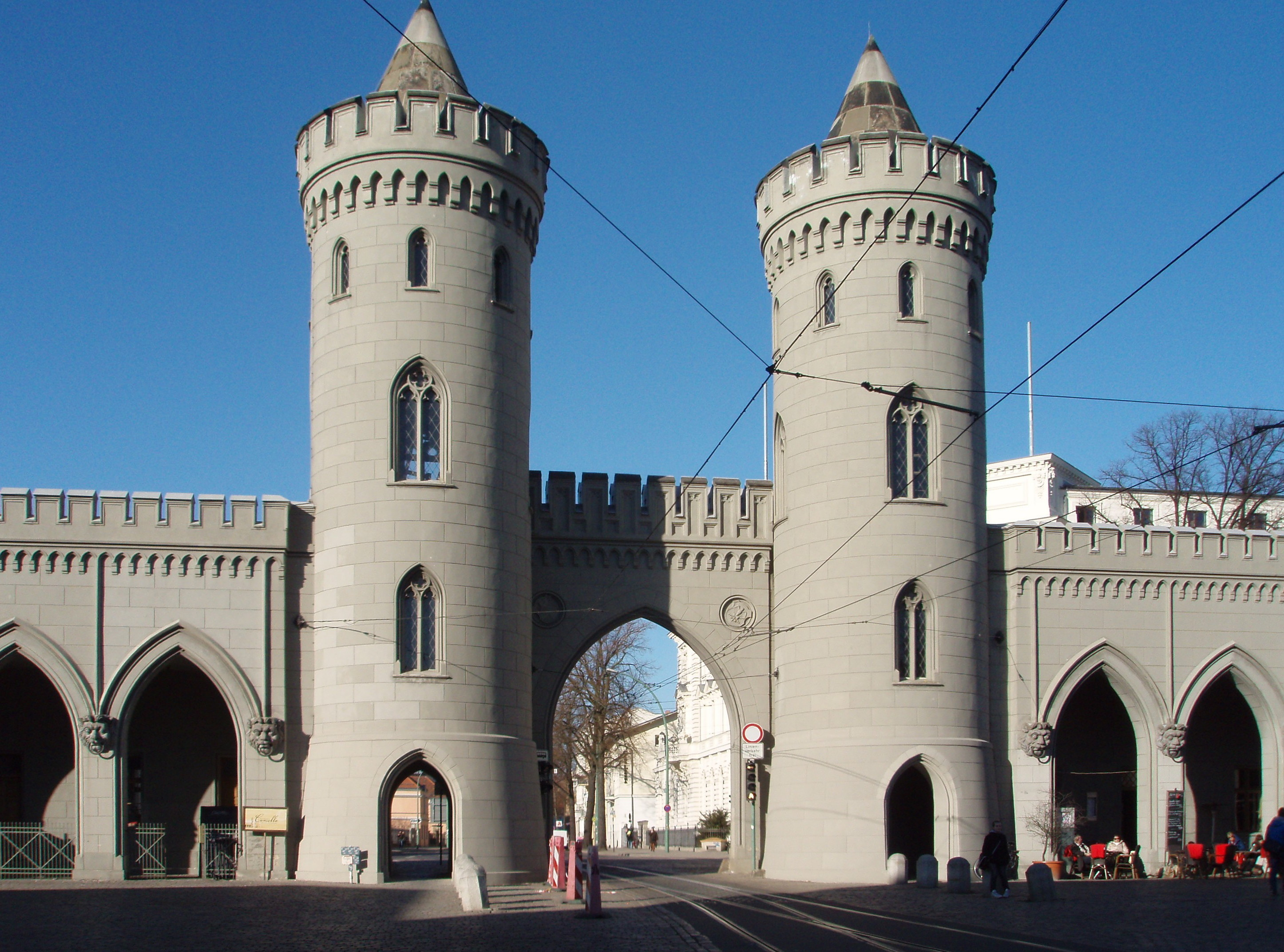
Nauener Tor (Tyskland) Arkitekt: Johann Gottfried Büring
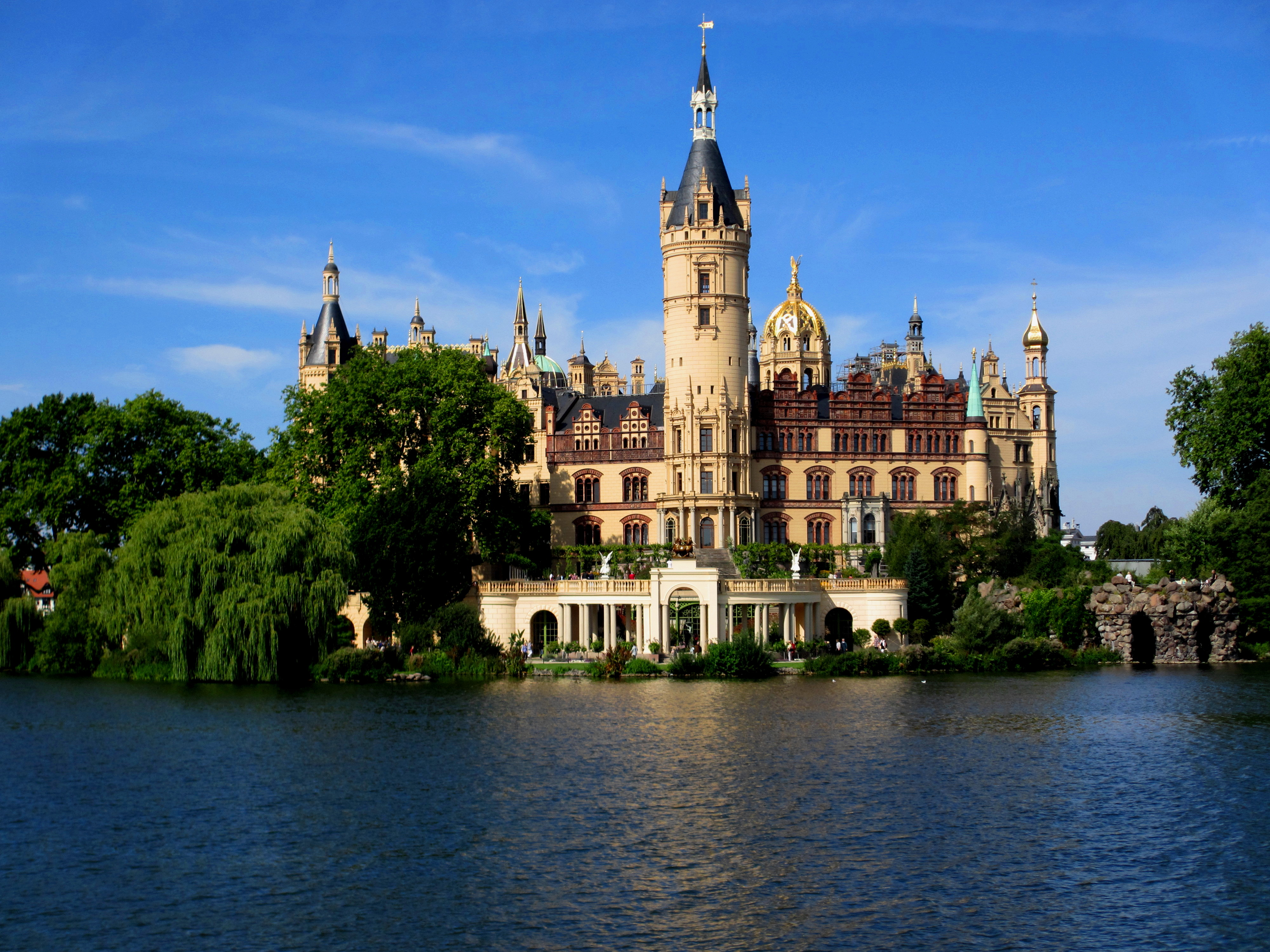
Schwerins slott (Tyskland) Arkitekt: Georg Adolf Demmler m.fl.
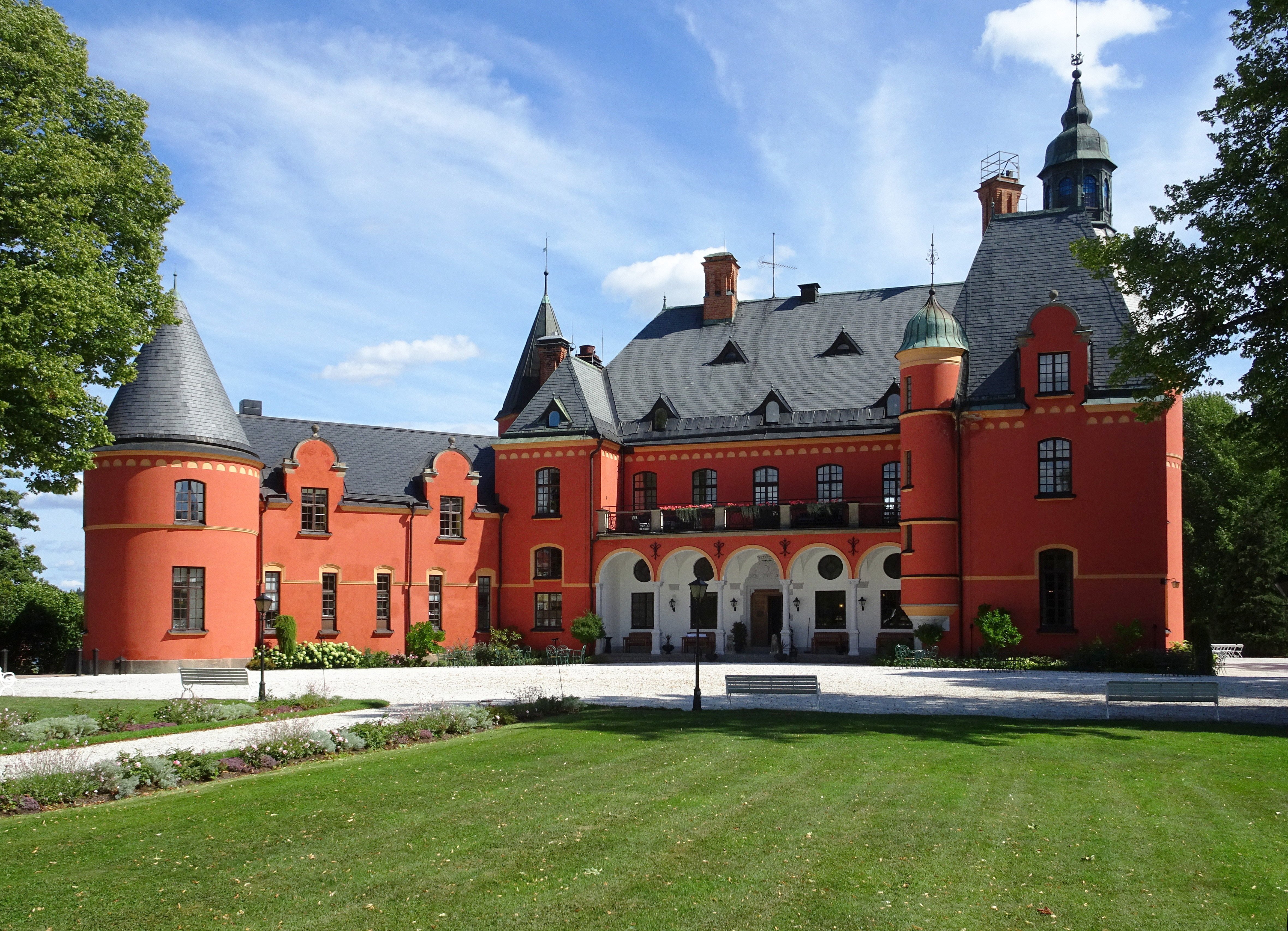
Lejondals slott (Sverige) Arkitekt: Isak Gustaf Clason